# Plante cobra
Darlingtonia californica
Espèce
Classification phylogénétique
Statut de conservation UICN

 LC  : Préoccupation mineure
La plante cobra (Darlingtonia californica) est une espèce de plantes à fleurs de la famille des Sarracéniacées. C'est la seule espèce du genre "Darlingtonia". Sa forme de serpent dressé fait penser à un cobra en position d'intimidation. C'est la raison pour laquelle on lui attribue le surnom de "plante cobra".
Cette plante carnivore est originaire de l'Oregon et du nord de la Californie. Elle pousse sur un sol de serpentine dans des marais avec sphaignes au climat tempéré frais et humide, mais avec de grandes variations de température.

## Description
La plante cobra est une plante herbacée vivace qui mesure de 0,9 à 1 m de haut. Les feuilles sont en cornets. Les fleurs ont des pétales bruns et des sépales verts et sont suspendues.

## Mécanisme de la Darlingtonia
Durant sa croissance, la Darlingtonia s'incurve jusqu'à un angle de 90°. La plante carnivore utilise ses appendices en forme de moustaches pour sécréter du nectar qui va attirer les insectes. Ceux-ci sont ensuite guidés vers l'entrée du piège. Une fois prisonniers, ils cherchent à s'échapper en suivant la lumière passant à travers les taches blanches trompeuses situées sur la partie haute de la Darlingtonia. S'épuisant petit à petit, les insectes tombent ensuite au fond de la fosse où se trouve le système digestif de la plante carnivore.

## Galerie

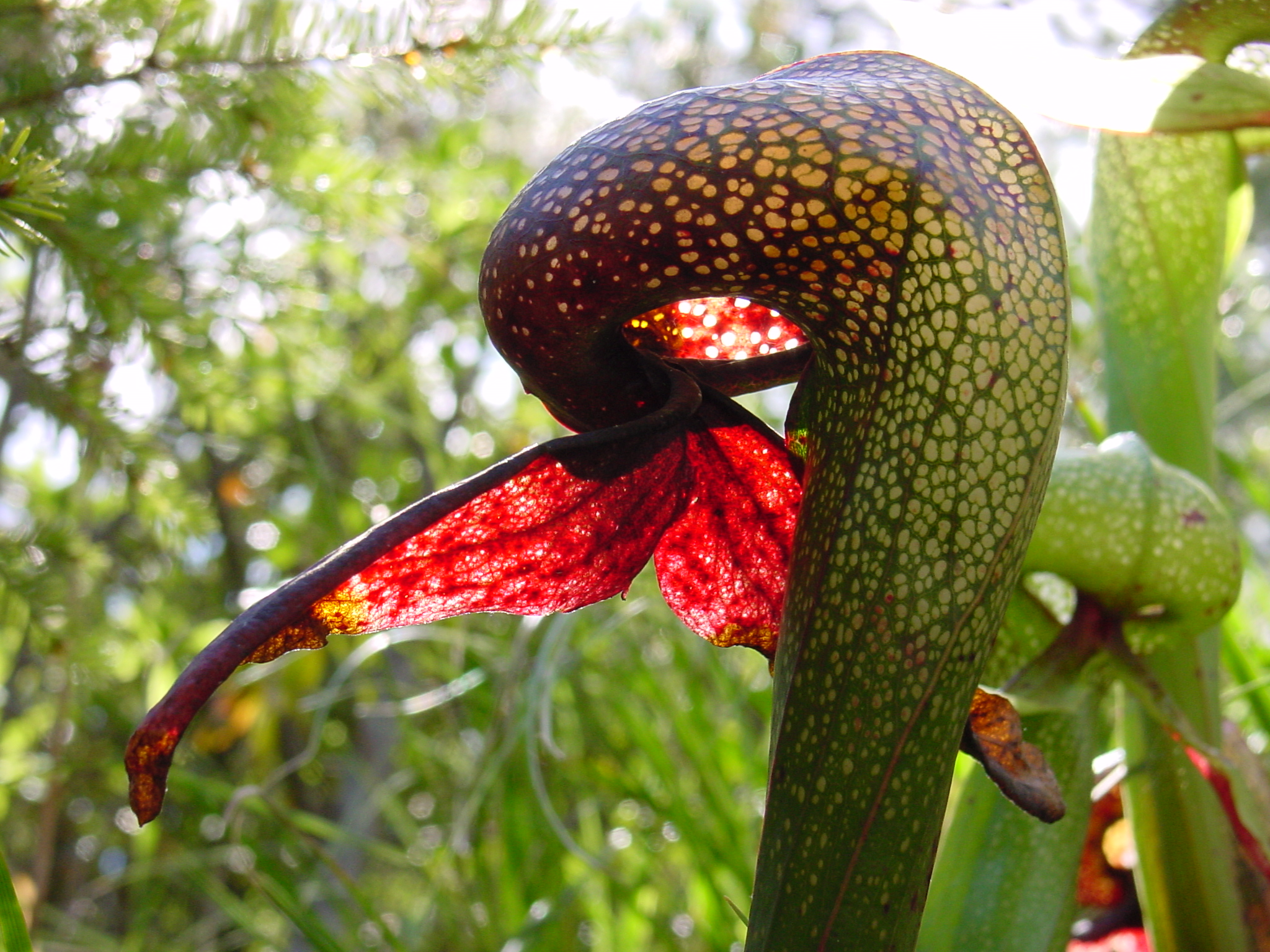
Entrée de piège, vue de profil.
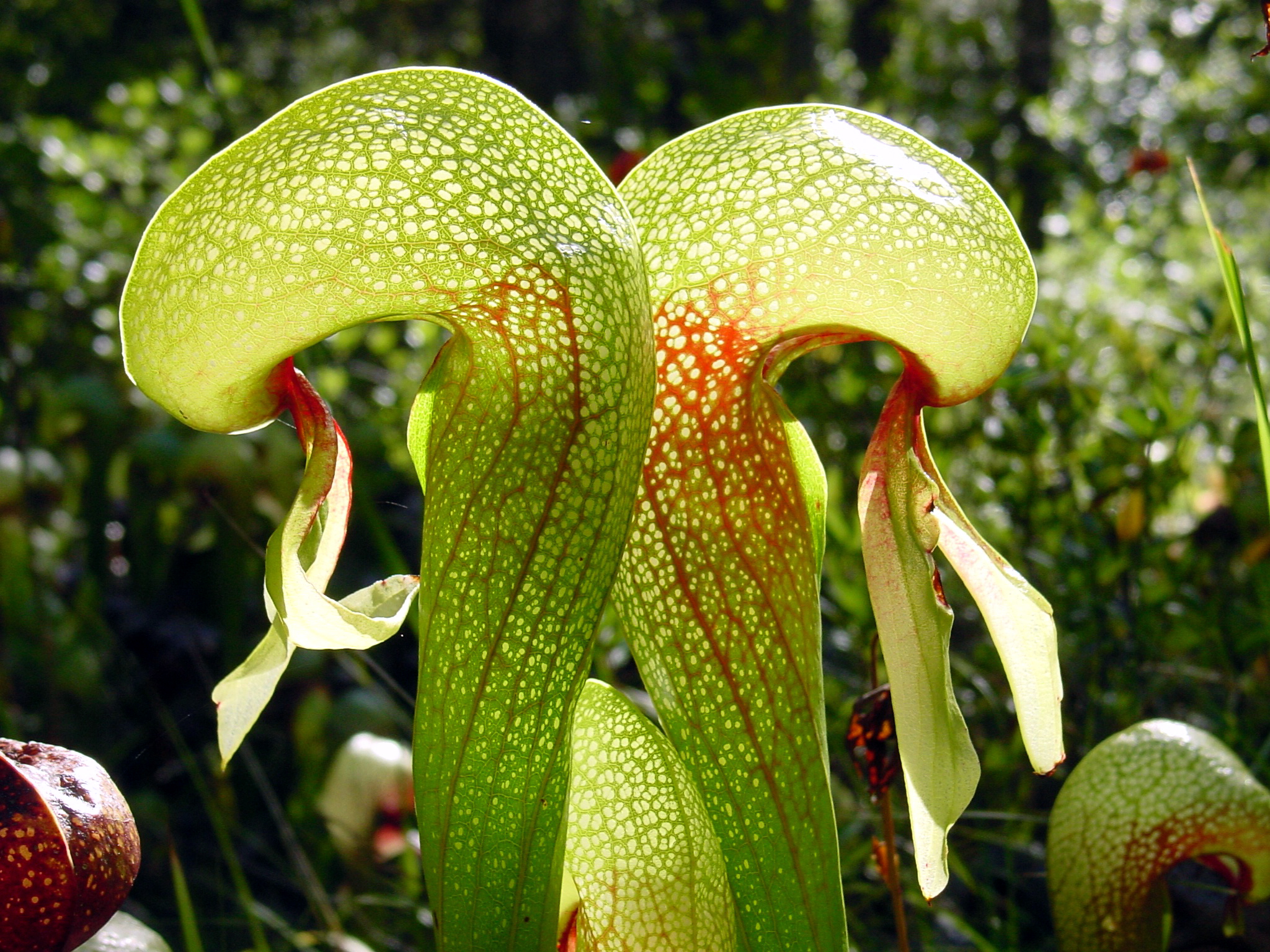
Entrées de piège, vue de profil.
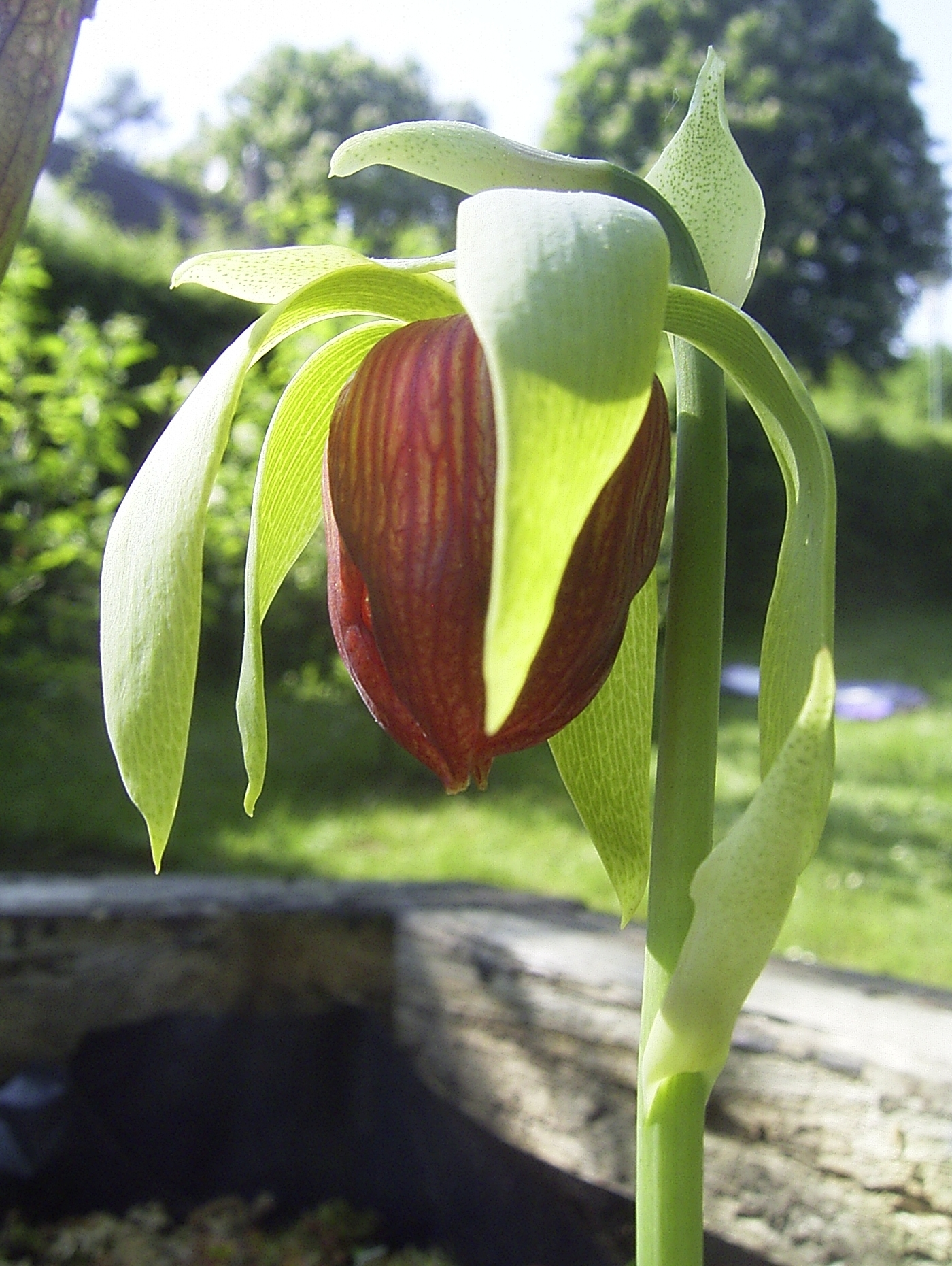
La fleur.
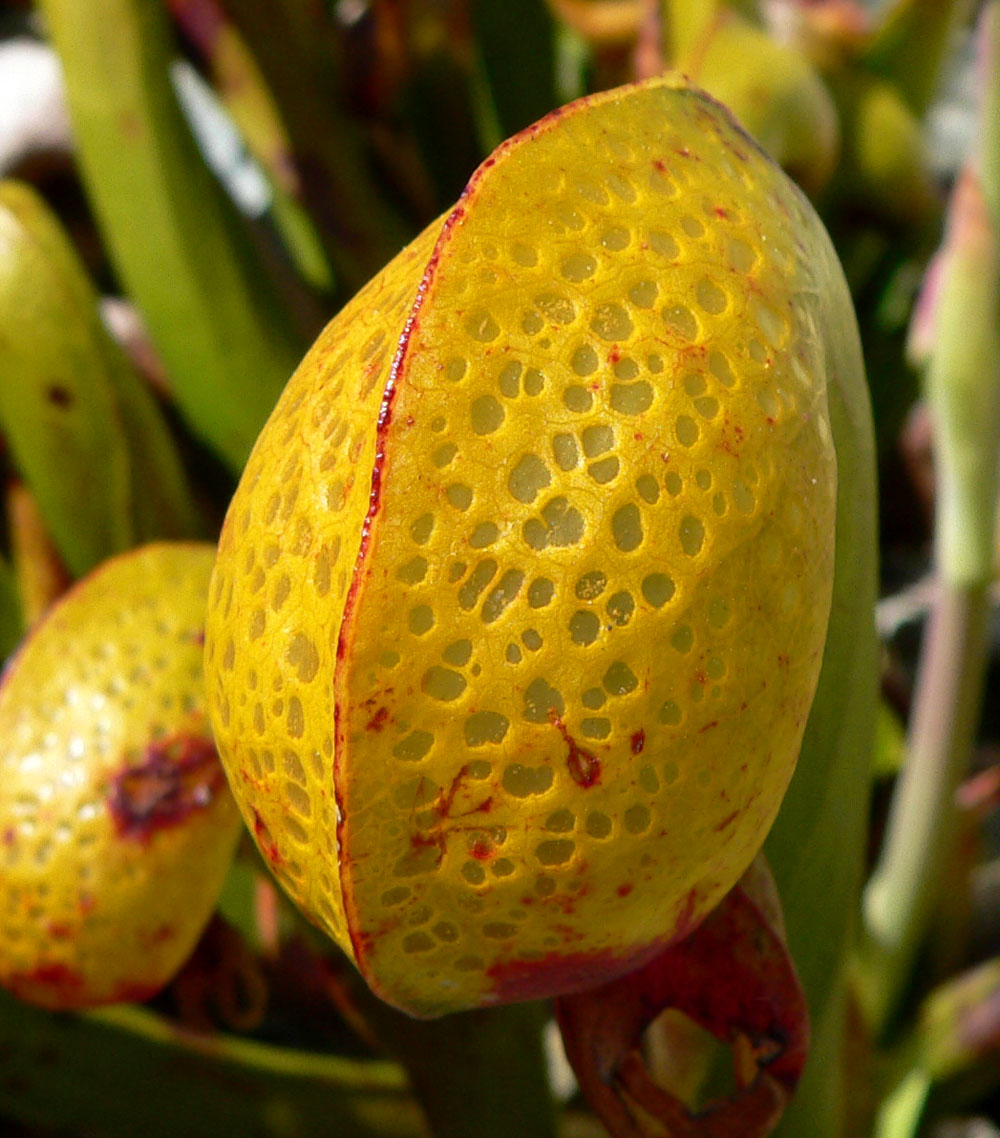
Piège, vue du dessus.